# Karolina tér
A Karolina tér (románul Piața Muzeului) Kolozsvár belvárosában, az Óvárban található; a város legrégebbi piactere.

## Neve
Eleinte kispiac vagy óvári kispiac néven említették. 1869-ben már megjelent az Óvár tér megnevezés, 1899-ben kapta a Karolina tér nevet. Ennek megfelelője az 1919 utáni román Piața Carolina név. 1954–1967 között Piața Dimitrov volt a hivatalos neve, 1967-ben kapta a Piața Muzeului (Múzeum tér) nevet.
Herepei János szerint a Karolina tér a közhiedelemmel ellentétben nem a Karolina-oszlopról kapta nevét, hiszen az eredetileg a Fő téren állt, és csak a Mátyás király emlékmű felállításakor került át ide, hanem a Karolina Kórházról. Ezzel szemben Kelemen Lajos azt állította, hogy teret a kórházhoz és az oszlophoz hasonlóan Karolina Auguszta királynéról nevezték el.
2014 őszén Comedy Cluj filmfesztiválhoz kapcsolódóan több belvárosi utca és tér átmenetileg neves filmvígjáték-alkotók nevét viselte; ekkor a Karolina tér Monty Python névtáblával szerepelt.

## Története
A tér eredetileg az Óvárat létrehozó betelepített szász hospesek vásártere volt, és a következő évszázadokban is főleg szászok lakták. 1568-ban a magyar polgárok panaszt tettek a fejedelemnél, hogy „az Óvár a szászoké, s a magyart onnan kirekesztik.” A 11–12. században a téren épült a város első temploma, majd a tatárjárás után a város központi temploma. Báthory Gábor fejedelem 1609. március 20-án kelt adománylevelében részletesen szerepelnek a templommal szomszédos épületek: dél felől Filstich Péter aranybeváltó, fejedelmi tanácsos háza, északról a domonkosrendi kolostor.
Szakál Ferenc feljegyzései szerint a német katonai parancsnok 1704. augusztus 26-án a kispiacon a templom előtt tarackokkal lövetett annak örömére, hogy „háromnemű ellenségen triumfáltak: francián, bavaruson és magyarokon.”
A tér közepén 1881-ben Pákey Lajos tervei alapján parkot létesítettek, és megszüntették a téren tartott zsibvásárt. 1899 tavaszán az addig a Fő téren álló Karolina-oszlopot ide helyezték át; ugyanekkor kapta a tér a Karolina nevet.
Az 1970–1980-as években a tér több épületét újjáépítették. 1990-ben az 5. számú ház előtt római kori és középkori épületmaradványokat tártak fel; a gödröket csak 1999-ben tömték be. 2005–2006-ban a teret felújították, 2008-ban kikövezték, és sétálóövezetté nyilvánították. A tér felújítási projektje 2010-ben bejutott a Barcelonai Kortárs Kulturális Központ által kezdeményezett European Prize for Urban Public Space díj döntőjébe.

## Épületei
A tér északkeleti sarkán (a későbbi ipartestületi székház) helyén állt a ferences harmadik rendi nővérek Szent Erzsébet-klastroma és kórháza; utóbb ezt nevezték Karolina Kórháznak. Az épületet 1914-ben bontották le.
1907-től a 3-as szám alatt volt bejegyezve a Galilei szabadkőműves páholy. Ugyanitt működött az 1990-es évekig a fások (faipari munkások) klubja.
A tér északi során, a 4-es számon található a 18–19. század fordulóján késő barokk stílusban épült Mikes-ház. Itt működött a Karolina Kórház sebészete. Az épületet az 1870-es években eklektikus stílusban átépítették, és bérházzá alakították át, ekkor bontották le a térre néző lábas erkélyét.
Az 5-ös szám alatt állt a reneszánsz Basta-ház, amelyben a Karolina Kórház szülészetét rendezték be, és amelyet 1902-ben, az egyetemi klinikák megépülésekor bontottak le. A helyére épült lakóház homlokzatán a korábbi épületből egy 1628-as dátumú családi jelvény maradt meg. Az 1896-ban megalakult kisiparos érdekvédelmi szervezet, a Kolozsvári Ipartestület 1914-ben az 5. szám alatt építtetett székházat.
A térre néző további műemléképületek közül a ferences templom és kolostor címe szerint a Ferencrendiek u. (Str. Deleu) 2–4. alatt, a Kőváry-ház pedig a Bástya (Str. Constantin Daicoviciu) u. 1. alatt helyezkedik el. Szintén a térre néz a Petrichevich-Horvát-ház (Történelmi Múzeum), melynek címe Bástya u. 2.

## Műemlékek
A térnek az alábbi épületek szerepelnek a romániai műemlékek jegyzékében:
| Házszám | Kép | Megnevezés                        | Építés dátuma | Műemlék kódja     |
| ------- | --- | --------------------------------- | ------------- | ----------------- |
|         |     | Középkori épületek                |               | CJ-I-m-B-06921.05 |
|         |     | Római kori épületek padlófűtéssel |               | CJ-I-m-B-06921.06 |
| 4       |     | Mikes-ház                         | 19. század    | CJ-II-m-B-07434   |
| 5       |     | A Basta-ház telkén álló épület    | 17. század    | CJ-II-m-B-07435   |
|         |     | Karolina-oszlop                   | 1831          | CJ-III-m-B-07816  |